# ۷۴۷ (قمری)
۷۴۷ (قمری)، هفتصد و چهل و هفتمین سال در گاهشماری هجری قمری است. اول محرم این سال برابر با دوم مه سال ۱۳۴۶ میلادی است.

## درگذشتگان
- آی تیمور، از شاهان سربداران